# Tempête tropicale Debby (2006)
Pour les articles homonymes, voir Cyclone tropical Debby.
La tempête tropicale Debby est la 4e tempête tropicale de la saison cyclonique 2006 pour le bassin de l'océan Atlantique. C'est le premier système de type capverdien de la saison cyclonique 2006. Le nom Debby avait déjà été utilisé en 1982, 1988, 1994 et 2000.

## Évolution météorologique
Dans la deuxième semaine d'août 2006, une onde tropicale vigoureuse a quitté la côte de l'Afrique de l'ouest. Peu après s'y développa une perturbation tropicale, que le National Hurricane Center surveilla attentivement. Le 21 août, elle fut suffisamment organisée pour être désignée dépression tropicale (TD-4). Le système passa au sud de l'archipel du Cap-Vert le même jour. Le 22 août, la dépression était devenue tempête tropicale, qu'on nomma Debby. Après un long trajet à travers l'océan Atlantique vers le nord-ouest, le 26 août, vers 9h00 UTC, elle fut rétrogradée au rang de dépression tropicale, puis entama sa transition extratropicale, se dirigeant vers le nord. Elle fut intégrée plus tard à un système frontal quittant la côte est de l'Amérique du Nord.